# Espécie hipotética

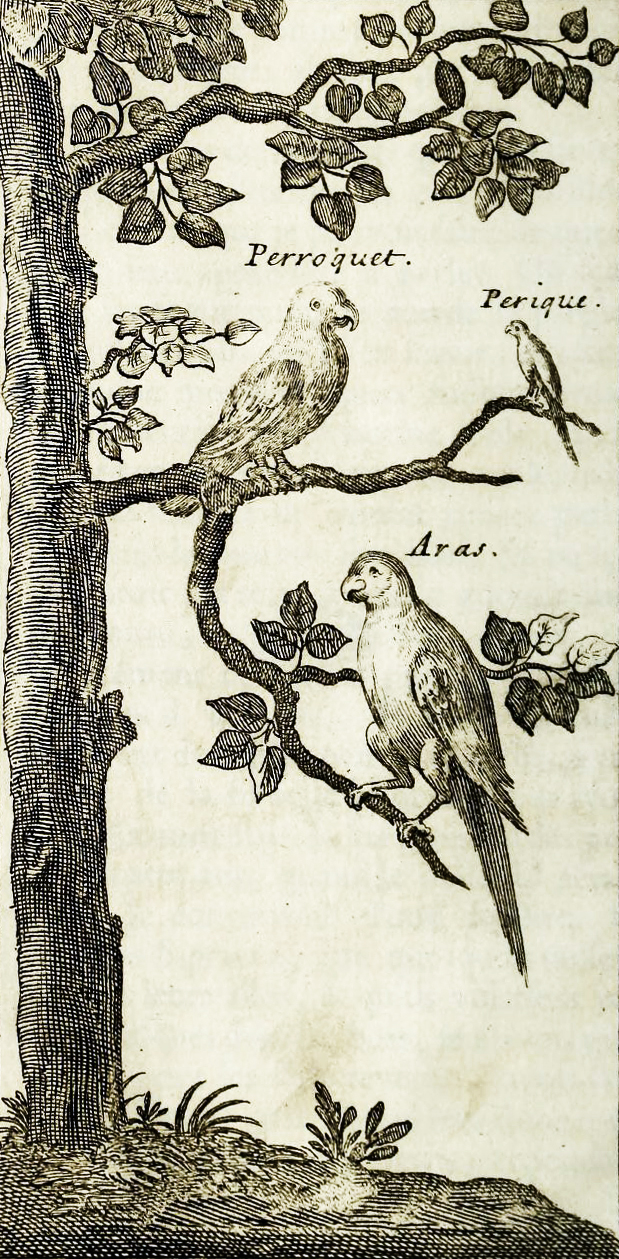
Uma ilustração de 1722 por Jean-Baptiste Labat de três papagaios em Guadeloupe. Não há vestígios desses papagaios e, portanto, uma classificação taxonômica precisa é impossível.

Espécie hipotética é uma espécie, geralmente extinta, que foi descrita por um cientista porém sem evidências consistentes de que realmente existe ou existiu. Elas podem causar confusão, uma vez que podem ter sido uma espécie separada, uma subespécie ou uma espécie introduzida.
As populações de várias espécies de psitacídeos foram mencionadas principalmente em relatórios não científicos dos primeiros viajantes que chegaram no Caribe e nas Ilhas Mascarenhas, e, depois, descritas cientificamente por diversos naturalistas, principalmente no século XX, sem mais evidências do que as observações anteriores e sem resquícios materiais das aves. Um exemplo típico é o papagaio-de-reunião.